# Киричок Петро Тихонович
Киричок Петро Тихонович (1902—1968) — радянський оперний і камерний співак (бас-баритон).
Закінчив Московську консерваторію в 1934. Деякий час (1934—1946) був солістом Большого театру, потім більше концертував з програмами романсів і пісень радянських композиторів. Заслужений артист РРФСР (1960).
Серед пісень, які виконувалися або записані ним для студій звукозапису, — «Марш радянських танкістів», «Фізкультурна бойова пісня», «В комунізм великий Сталін нас веде», «Нашим братам», «Гімн міжнародного союзу студентів», «Сормовська лірична», «Прощайте, скелясті гори», «В путь-доріжку далеку», «Під місяцем золотим», «Наш тост», «Пісня про столицю», «Карі очі», «Ей, гусари» та ін.
Знявся у фільмі «Загибель „Орла“» в ролі співаючого моряка, а також в ролі веселого співаючого матроса в кінці фільму «Морський яструб».
В молоді роки був одружений з піаністкою Марією Грінберг, яка виступала і як його акомпаніатор.
Урна з прахом в колумбарії Введенського кладовища.